# Esperanza Aguilà Ducet
Esperanza Aguilà Ducet (Barcelona, 6 de noviembre de 1951) es una escritora, enfermera y agente de igualdad barcelonesa.  

## Biografía
Esperanza Aguilà Ducet nació en Barcelona 1951. Se licenció en enfermería en la Universidad de Barcelona y está especializada en la promoción de la salud con perspectiva de género y en políticas de igualdad.

## Trayectoria
Es presidenta del Centro de Análisis y Programas Sanitarios (CAPS). Ha impartido numerosos talleres y charlas sobre la salud de las mujeres. Tras incursionar a partir de 1996 en los talleres de escritura creativa Grafein, pioneros en Barcelona, impartidos por Silvia Adela Kohan y Ariel Rivadeneiraha, ha colaborado en la revista especializada Mujeres y Salud en la que ha publicado varios artículos desde el año 2002. 
Publicó un texto en l’Agenda de les Dones del año 2008, y obtuvo el primer premio en el XIX Concurso de Cuento Breve en la Revista Escribir y Publicar por su relato «Plenitud», y una mención especial en el V Certamen de Relato corto Paz Pasamar del ayuntamiento de Jerez de la Frontera, por «Cenefas». En 2014 publicó su primera novela titulada En el patio de atrás.

## Obras

### Relato
- Plenitud, 2000
- Cenefas, 2005

### Novela
- En el patio de atrás (Moment Angular, 2014)[4]

## Premios y reconocimientos
- XIX Concurso de Cuento Breve en la Revista Escribir y Publicar, 2000.
- Mención especial en el V Certamen de Relato corto Paz Pasamar del Ayuntamiento de Jerez de la Frontera, Cádiz 2005.